# Škoda MOŽ-2
Škoda MOŽ-2 (typ 972) byl prototyp obojživelného vozidla s pohonem všech čtyř kol. Automobil byl navržen v roce 1951. Pohonnou jednotkou byl řadový čtyřválec chlazený vodou s objemem 1221 cm³ o výkonu 45 koní (33 kW). Některá vozidla měla větší motor o objemu 1491 cm³ s výkonem 52 koní (38 kW). Prototyp se nikdy nedostal do sériové výroby.

## Specifikace
- Rozměry
  - Délka: 4520 mm
  - Šířka: 1735 mm
  - Výška: 1770 mm
- Hmotnost vozidla: 1350 kg
- Maximální zatížení 450 kg
- Maximální rychlost:
  - Na souši: 80 km/h
  - Ve vodě 10 km/h
- Spotřeba: 12,5 l na 100 km